# ۲-فسفوگلیسریک اسید
۲-فسفوگلیسریک اسید (به انگلیسی: 2-Phosphoglyceric acid) با فرمول شیمیایی C۳H۷O۷P یک ترکیب شیمیایی با شناسه پاب‌کم ۵۹ است. که جرم مولی آن ۱۸۶٫۰۶ g/mol می‌باشد. 